# البرتو وارو
البرتو واروو (انگلیسی: Alberto Varo؛ زادهٔ ۱۸ مارس ۱۹۹۳) بازیکن فوتبال اهل اسپانیا است.
از باشگاه‌هایی که در آن بازی کرده‌است می‌توان به باشگاه خیمناستیک تاراگونا و باشگاه فوتبال بارسلونا بی اشاره کرد.